# Jon Brower Minnoch
Jon Brower Minnoch là một người đàn ông Mỹ bị béo phì, ông là người nặng cân nhất trên thế giới từng được ghi nhận, với cân nặng 1.400 lb (635 kilôgam).

## Đầu đời
Ở tuổi 12, Minnoch đã nặng 294 lb (133 kilôgam) với chiều cao ước tính là 5 ft 7 in (170 cm). Đến năm 22 tuổi, ông nặng 500 lb (230 kilôgam) và cao 6 ft 1 in (185 cm).

## Nhập viện
Trọng lượng của Minnoch vẫn tiếp tục tăng đều cho đến khi ông nhập viện vào tháng 3 năm 1978 lúc 36 tuổi do bị suy tim và suy hô hấp. Cùng năm đó, ông đã phá vỡ một kỷ lục mới cho sự khác biệt lớn nhất về cân nặng giữa vợ chồng khi cưới bà Jeanette nặng 110 lb (50 kg) và là cha của hai đứa trẻ. Minnoch được chẩn đoán bị bệnh phù nề nặng do tích lũy thừa dịch ngoại bào; khi nhập viện, nhà nội tiết học Robert Schwartz đã ước tính rằng ông phải nặng hơn 1,400 lb (635 kg) và phần lớn khối lượng cơ thể ông đều là dịch. Việc vận chuyển Minnoch rất khó khăn. Một tá lính cứu hỏa và một cáng y tế thiết kế đặc biệt đã được dùng để đưa Minnoch đến Trung tâm Y tế Đại học Washington tại Seattle. Tại bệnh viện, ông nằm trên hai cái giường được ghép vào nhau, và phải có đến 13 người lăn ông ra khỏi giường để thay ga trải giường.

## Cái chết
Minnoch đã được xuất viện sau 28 tháng với một chế độ ăn kiêng nghiêm ngặt chứa 1.200 kcal (5.000 kJ) mỗi ngày. Ông nặng 476 lb (216 kg) và đã giảm được 924 lb (419 kg), được ghi nhận là số cân lớn nhất của một người có thể giảm được. Tuy nhiên, ông đã được đưa lại vào bệnh viện chỉ hơn một năm sau đó vào tháng 5 năm 1981 sau khi số cân tăng lên 952 lb (432 kg). Ông qua đời 23 tháng sau đó vào ngày 10 tháng 9 năm 1983, ở tuổi 41. Tại thời điểm qua đời, ông nặng 798 lb (362 kg; 57 st) với chỉ số BMI là 105.3.Đặc biệt ông có 3 cằm. Sau khi ông chết, ông có tổng cọng là 18 cái cằm và 29 cái nọng.